# 권오규 (1952년)
권오규(權五奎, 1952년 6월 27일 ~ , 강원 강릉)는 대한민국의 정치인, 관료이다. 2006년 7월 부총리 겸 재정경제부 장관에 임명되었으며 2008년 2월까지 근무하였다.
2007년 3월 7일 한명숙 국무총리가 후임자를 받기 전에 이임식을 갖고 물러남에 따라 그는 부총리로 국무총리를 직무대행하게 되었다. 2007년 4월 3일에 한명숙 후임에 한덕수가 취임하였다. 국무총리 취임과 동시에 국무총리 직무대행직을 정지하게 되었다.

## 생애
경기고등학교를 졸업하고, 서울대학교 경제학과를 거쳐 1974년 제15회 행정고시에 합격했다. 1999년 재정경제부 경제정책국 국장을 거쳐, 2001년 재정경제부 차관보를 지냈다. 2002년 제20대 조달청 청장을 거쳐, 2003년 노무현 정부의 대통령비서실 정책수석비서관을 지냈다. 2004년 경제 협력 개발 기구(OECD) 대사를 지냈으며, 2006년에는 다시 대통령비서실 경제정책 수석비서관과 정책실장을 역임하였다. 2006년에는 부총리겸 제9대 재정경제부 장관을 역임하였다.

## 학력
- 경기고등학교 졸업
- 서울대학교 경제학 학사
- 미네소타 대학교 대학원 경제학 석사
- 중앙대학교 대학원 경제학 박사

## 수상
- 1993년 녹조근정훈장

## 같이 보기
- 대한민국의 부총리
- 대한민국 기획재정부